# Ганнеке Смаберс
Ганнеке Смаберс (нід. Hanneke Smabers, 19 жовтня 1973) — нідерландська хокеїстка на траві.
Бронзова призерка Олімпійських Ігор 2000 року.
Чемпіонка Європи 1999 року.
Переможниця Трофею чемпіонів 2000 року, срібна призерка 1993, 1999 років.
Срібна призерка Чемпіонату світу 1998 року.